# César Antônio Bauer
César Antônio Bauer, (Taquara-RS, 13 de junho de 1949 – Canela-RS, 7 de outubro de 1973 (24 anos)), foi um artista brasileiro, conhecido pela criação do brasão da cidade de Taquara e por sua participação como cantor e guitarrista do grupo musical GEU Boys da mesma localidade.
Faleceu vítima de um acidente automobilístico.  
Filho de Nilo Max Bauer e Julieta Holmer Bauer.
Estudou no Grupo Escolar Rodolpho von Ihering, até completar o curso primário e depois estudou no Colégio Santa Teresinha até completar o ginásio. Após foi morar em Porto Alegre, com sua tia, Olinda Holmer, professora de Português, quando então frequentou o Colégio Julio de Castilhos e formou-se no segundo grau. 
Sempre desenhando e criando imagens, trabalhou com arte e tornou-se Diretor de Arte da Agência Publivar em Porto Alegre.
Participou do concurso em 1968, promovido pela Prefeitura Municipal de Taquara, na administração de João Martins Nunes, para escolha do brasão da cidade e venceu com o brasão, conforme foto. 
BRASÃO DO MUNICÍPIO DE TAQUARA
Lei Municipal nº 454
Adota o Brasão do Município de Taquara, criado por César Antônio Bauer.
João Martins Nunes – Prefeito Municipal de Taquara
Faço saber que a Câmara de Vereadores aprovou e eu sanciono e promulgo a seguinte lei:
Artigo 1º - Fica adotado, como símbolo municipal do município de Taquara, o Brasão a seguir descrito: Escudo Português, cortado em um terço pelo Rio dos Sinos, partido pelo afluente deste, o Rio Paranhana, tendo em chefe, em campo prata, o Morro da Cruz, em sinople (verde), encimado da Cruz Luminosa, em gales (vermelho), simbolizando a paisagem da cidade; a destra, em campo de sinople (verde), um arado de ouro representando a agricultura do município; a sinistra, em campo de blau (azul), uma vaca passante, em ouro, representando a produção de leite, a pecuária e a indústria de calçado; abaixo desta, uma flor de piretro, em prata concentrada de ouro (da sua cor). Ladeando o escudo, como suportes, duas varas de taquara, sem folhas, de ouro, traçadas de verde, cruzadas sob o listel, que é de gales (vermelho), carregado dos dizeres em prata 1882 – TAQUARA – 1886. Tendo encimado por uma coroa mural de ouro, de quatro torres. As cores representam a terra, o céu, o caráter, o trabalho e o dinamismo do povo taquarense e, ainda, as cores nacionais e riograndenses.
Artigo 2º - O Brasão referido no artigo anterior, será usado pelo município, em todos os seus papéis, inclusive os da Câmara Municipal e, igualmente, nos próprios e escolas municipais.
Artigo 3º - A presente lei entrará em vigor na data de sua promulgação, revogadas as disposições em contrário.
Prefeitura Municipal de Taquara, 20 de setembro de 1968.
César Antônio Bauer também era muito conhecido na cidade e na sociedade taquarense por participar do conjunto musical mais famoso da região, a época, até 1970, o conjunto GEU Boys, sendo que a sigla GEU, significa Grêmio Estudantil União, uma entidade formada por estudantes, que funcionava nas dependências do Clube Comercial, desde a sua fundação. O conjunto animou muitos bailes por todo o Rio Grande do Sul e até no Uruguai eles tocaram. César Antônio tocava guitarra e cantava muitas canções. Deixou muitos amigos e uma família que o honra até os dias de hoje, na figura de sua irmã Ana Lúcia Holmer Bauer Schweitzer.
Texto de Lison Brodbeck
Lei da Prefeitura Municipal de Taquara.